# Anatolij Nurijev
Anatolij Anatolijovyč Nurijev (in ucraino Анатолій Анатолійович Нурієв?; Mukačevo, 20 maggio 1996) è un calciatore ucraino naturalizzato azero, attaccante del Sabah e della nazionale azera.

## Carriera

### Club
Cresciuto nell'Hoverla, gioca per un breve periodo nelle formazioni dilettantistiche di Munkač e Serednje. Nel 2017 approda tra i professionisti, dapprima allo Stal' Kam"jans'ke, poi al Mynaj, contribuendo alla promozione in Prem"jer-liha di quest'ultima.

### Nazionale
Nel 2019 ha preso parte con la selezione ucraina alla XXX Universiade.
Di origini azere per parte di padre, nel 2021 viene convocato dalla selezione azera. Esordisce il 24 marzo 2021, in un match di qualificazione al Campionato Europeo perso contro il Portogallo.

## Palmarès

### Club

#### Competizioni nazionali
- Perša Liha: 1

Mynaj: 2019-2020
- Coppa d'Azerbaigian: 1

Sabah: 2024-2025